# Arensnufi
Arensnufi (in egizio: Iryḥemesnefer, "il buon compagno") è una divinità nubiana appartenente alla religione dell'antico Egitto.

## Storia

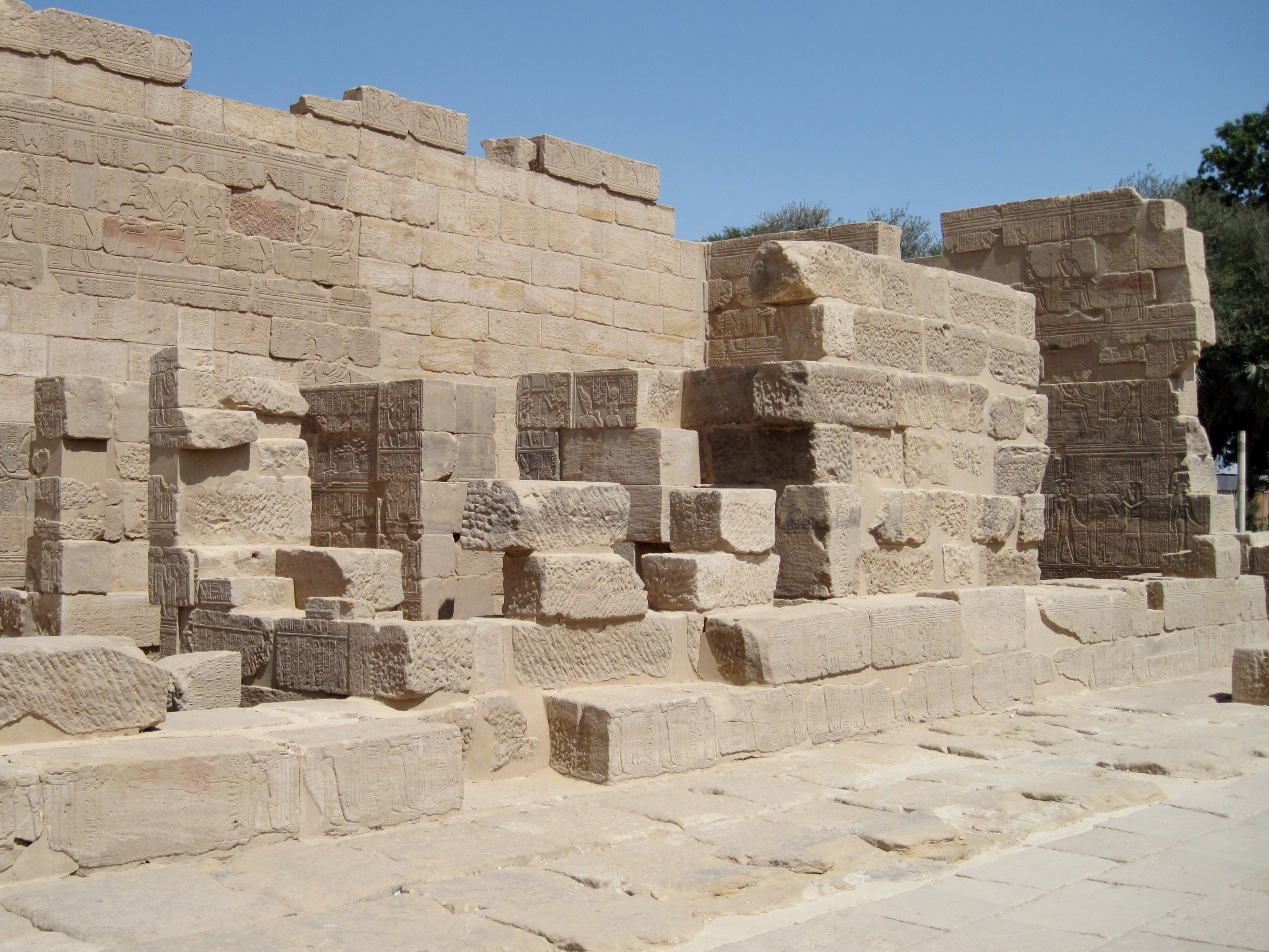
Tempio di Arensnufi

Proveniva dal Regno di Kush, nell'antica Nubia, inizialmente attestata a Musawwarat el-Sufra nel III secolo a.C.
La sua diffusione e culto da parte egiziana corrisponde all'epoca del controllo della Nubia in età tolemaica (305-30 aC). 

## Culto
Il suo ruolo mitologico è sconosciuto; è stato raffigurato come un leone e come un essere umano con una corona di piume e talvolta una lancia.
Arensnuphis era venerato a File, dove è stato chiamato il "compagno" della dea egizia Iside, e nel tempio di Dendur. Gli egizi lo hanno sincretizzato con i loro dei Dedùn, Onuris (Anhur) e Shu.